# Přelíc
Obec Přelíc se nachází v okrese Kladno ve Středočeském kraji. Rozkládá se nad soutokem potoků Drneckého a Šternberského na západním okraji Pražské plošiny, zhruba 9 kilometrů severozápadně od Kladna a 4 kilometry jihozápadně od Slaného. Žije zde 394 obyvatel.

## Historie
Prehistorické osídlení území dnešní obce Přelíc, zvané dříve také Přelice, potvrzuje pohanské pohřebiště odkryté poblíž obce roku 1894. První písemná zmínka o obci pochází z roku 1352, ale některé architektonické prvky zdejšího kostela svědčí o tom, že tu kostel i ves byly již ve 13. století, ne-li koncem 12. století. Prvním známým zemanem nebo vladykou je Ondřej z Přelíce. Jeho pečetidlo má ve štítě tři rolničky a opis kolem znaku: „S. andree de przielicz“. V roce 1928 bylo ve sbírkách muzea v Klatovech. Bylo zhotoveno při jeho jmenování v roce 1352. Později byl znám také Štěpán z Přelíce, ten je jmenovaný k roku 1361. Zřejmě poslední z tohoto rodu byl Lukáš z Přelíce, který jako poslední převzal žezlo vladyky v Přelíci roku 1380.

### Územněsprávní začlenění
Dějiny územněsprávního začleňování zahrnují období od roku 1850 do současnosti. V chronologickém přehledu je uvedena územně administrativní příslušnost obce v roce, kdy ke změně došlo:
- 1850 země česká, kraj Praha, politický i soudní okres Slaný[5]
- 1855 země česká, kraj Praha, soudní okres Slaný[5]
- 1868 země česká, politický i soudní okres Slaný[5]
- 1939 země česká, Oberlandrat Kladno, politický i soudní okres Slaný[6]
- 1942 země česká, Oberlandrat Praha, politický i soudní okres Slaný[7]
- 1945 země česká, správní i soudní okres Slaný[8]
- 1949 Pražský kraj, okres Slaný[9]
- 1960 Středočeský kraj, okres Kladno[10]

### Rok 1932
V obci Přelíc (přísl.Studeněves, 893 obyvatel) byly v roce 1932 evidovány tyto živnosti a obchody: autodrožka, 2 cihelny, cukrovar, holič, 3 hostince, kolář, kovář, 2 krejčí, mlýn, obchod s ovocem a zeleninou, pekař, 2 rolníci, 3 řezníci, 5 obchodů se smíšeným zbožím, trafika, 2 velkostatky.

## Pamětihodnosti

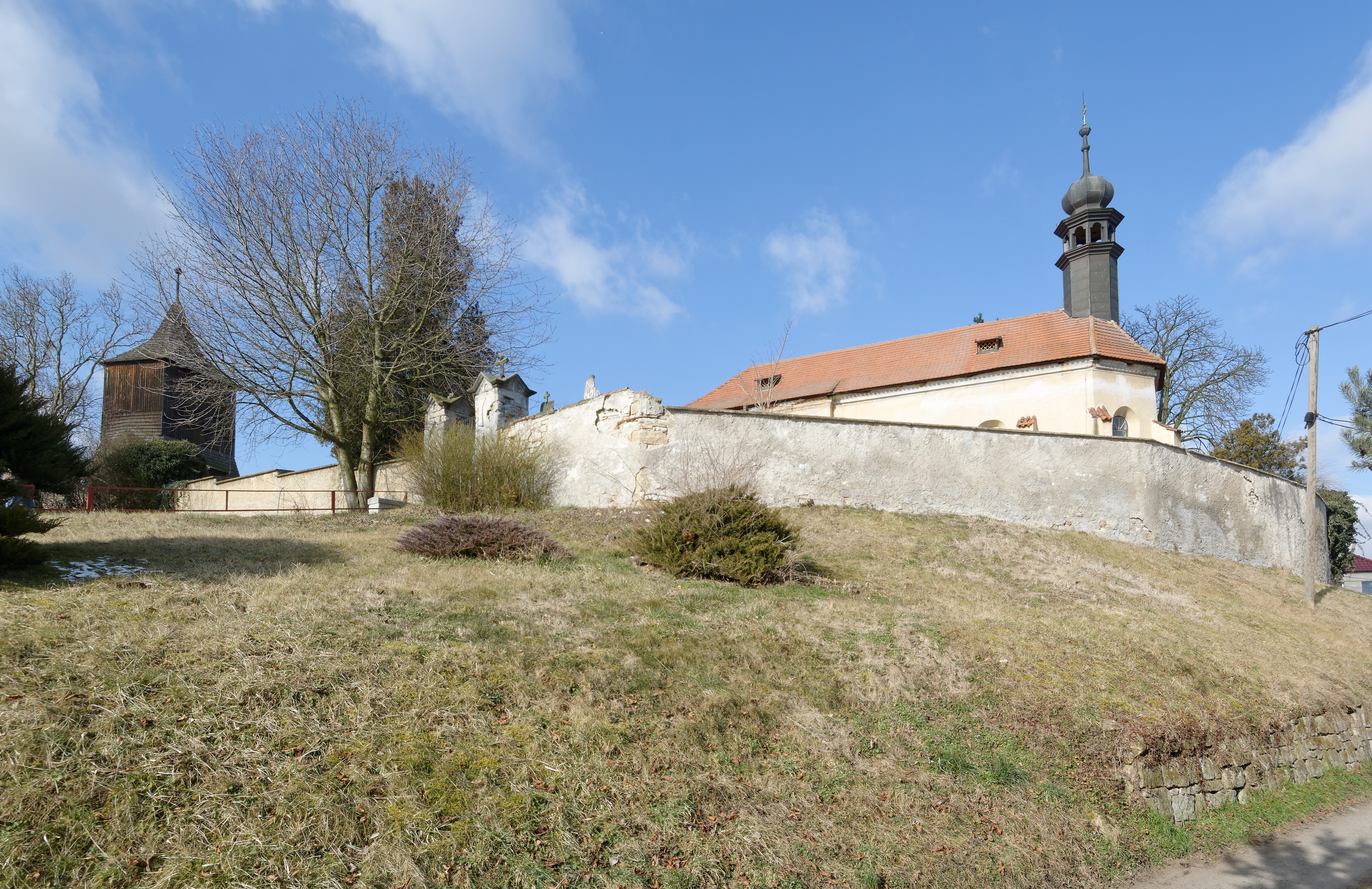
Areál kostela svatého Petra a Pavla

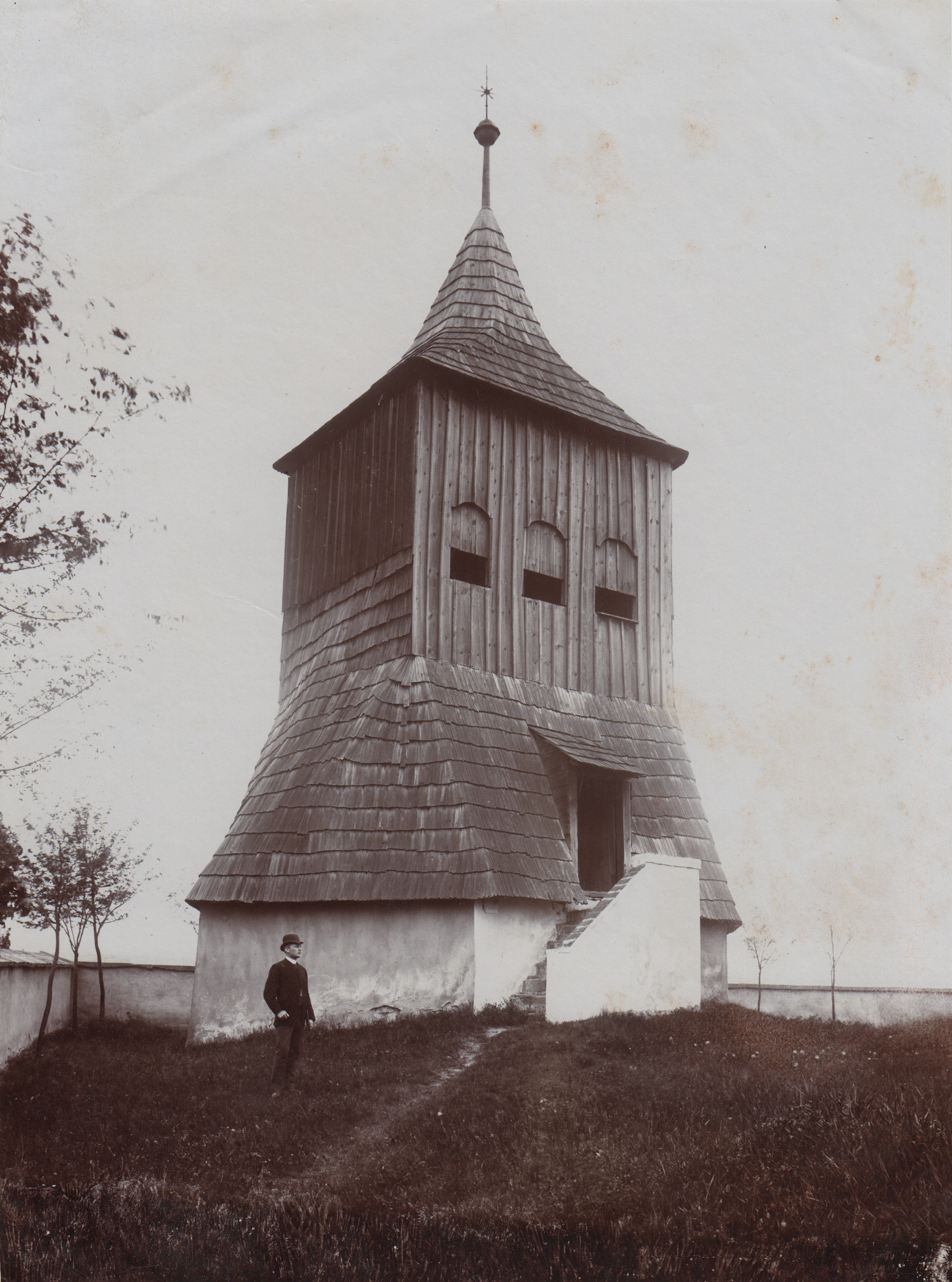
Zvonice v roce 1905, fotografie: František Duras

- Kostel svatých apoštolů Petra a Pavla poprvé zmiňován roku 1361, přestavován v 2. polovině 16. století, oltář a zařízení rokokové z 2. poloviny 18. století[12]
- Dřevěná hřbitovní zvonice ze 17. století. Na zvonici se nachází zvon z roku 1486 a doložen je zde zvon z roku 1679 od Fridricha Michala Schönfelda a zvon z roku 1734.
  - Zvon z roku 1486, zavěšený na zvonici. Ve starší literatuře se za rok vzniku nesprávně uvádí roku 1386, a proto byl považován za zvon s nejstarším českým nápisem. Srovnáním s jinými zvony je však nade vší pochybnost, že zvon pochází až z konce 15. století.[13]

## Pověsti
Lakotný pán ze Smečna chtěl nechat ulít zvon do kostela sv. Petra a Pavla. Aby ušetřil na kovu, nechal roztavit kovovou rakev zakladatele Smečna, ač jej před tím mnozí varovali. Při odlévání se smečenská paní se synem nahnuli nad nádobu s rozžhavenou zvonovinou a oba tam nedopatřením spadli a uhořeli. Smečenský pán pak zakázal zvonit zvonem až do své smrti, protože mu jeho hlas připomínal nářek a sténání.

## Doprava

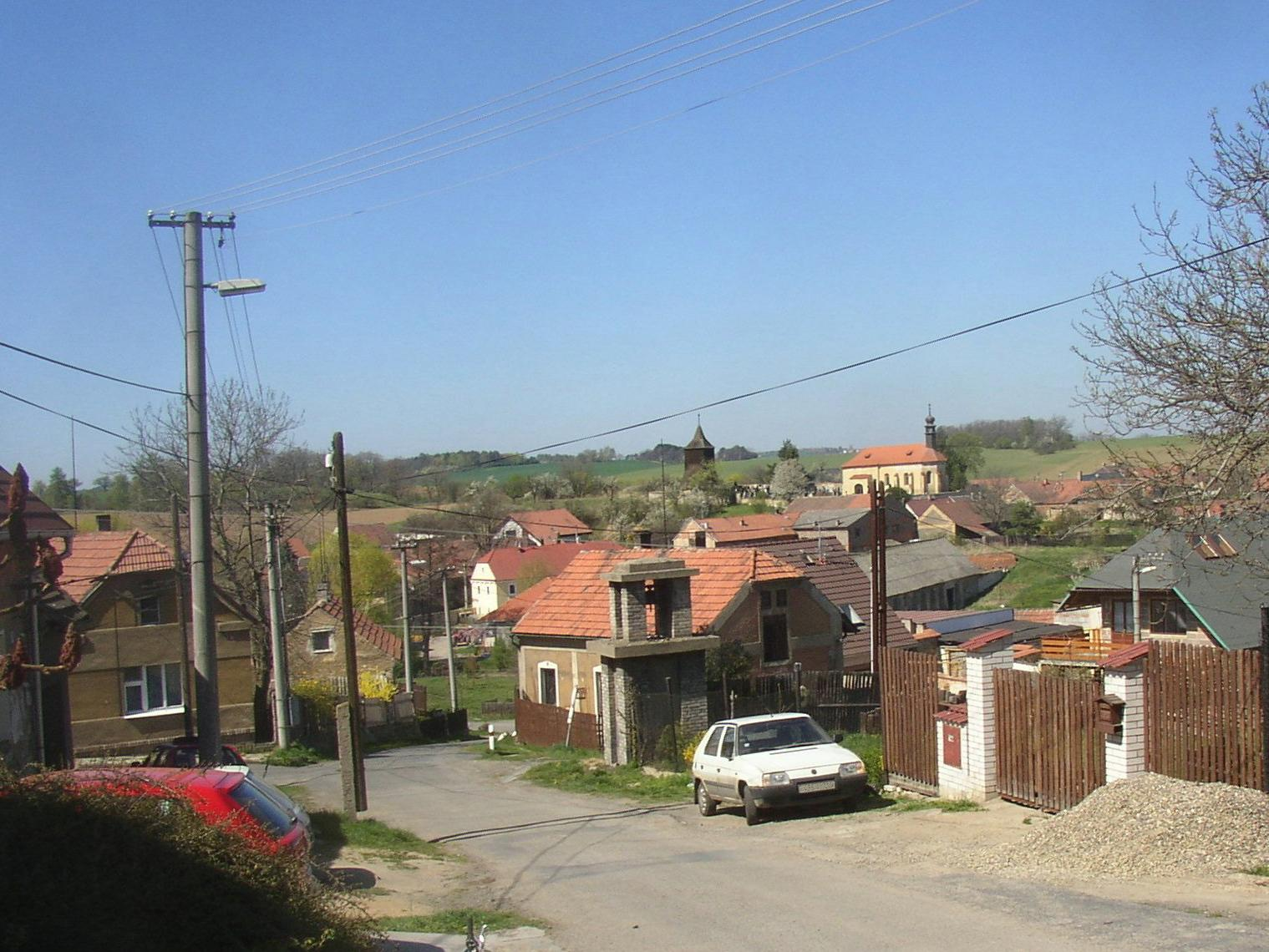
Obec Přelíc od jihovýchodu

- Silniční doprava – Do obce vedou silnice III. třídy. Ve vzdálenosti 2 km lze najet na silnici I/7 Praha - Chomutov.
- Železniční doprava – Železniční trať ani stanice na území obce nejsou. Nejblíže obci je železniční stanice Slaný ve vzdálenosti 4 km ležící na trati 110 z Kralup nad Vltavou do Loun.
- Autobusová doprava – V obci zastavovaly v září 2011 autobusové linky jedoucí do těchto cílů: Kladno, Mšec, Nové Strašecí, Slaný, Smečno, Stochov (dopravci ČSAD Slaný, a.s. a ČSAD MHD Kladno, a.s.).[14]

## Osobnosti
- Jiří Koula (1908–1983), pracovník ve Slánském divadle[15]
- Jaroslav Jan Pála (1882–1963) starosta města Slaný[16]
- Václav Čečrdle (1892–?), voják[17]
- Erna Červená (1900–1985), herečka[18]